# Het Laatste Nieuws
Pour les articles homonymes, voir HLN.
Het Laatste Nieuws (en français : Les Dernières Nouvelles), abrégé en HLN, est un quotidien belge néerlandophone de tendance libérale pour large public fondé en juin 1888 par Julius Hoste, éditeur depuis 1868 de l’hebdomadaire De Zweep.
Les éditions J. Hoste sont ensuite créées, cette société participe par ailleurs à la télévision commerciale flamande VTM depuis sa création.
Son éditorialiste principal, et chef du service politique, est Luc Van der Kelen.

## Histoire

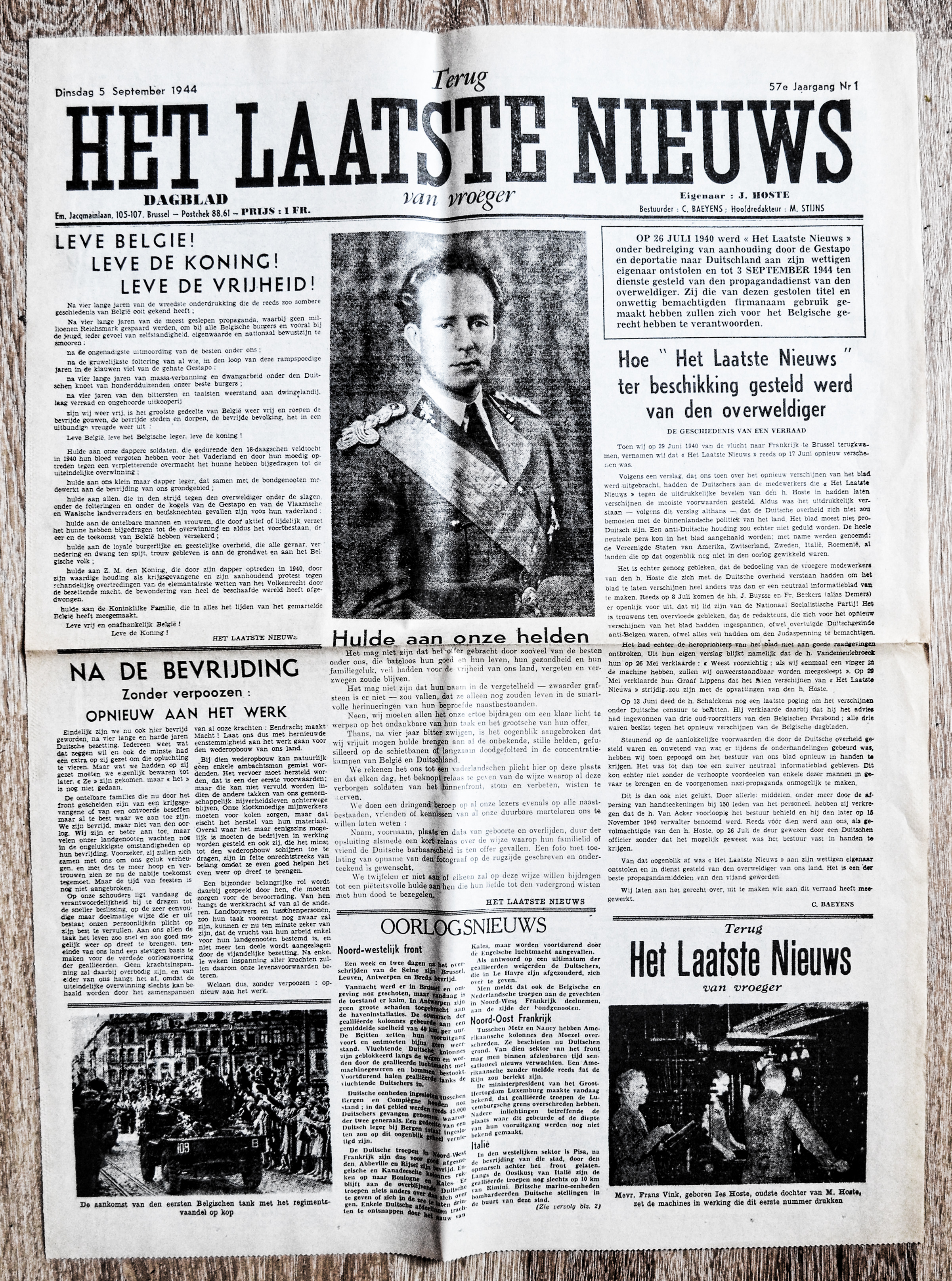
"Het Laatste Nieuws" 5 September 1944

Het Laatste Nieuws est fondé le 7 juin 1888 à Bruxelles comme journal flamand et libéral par Julius Hoste (1848-1933). Il est à l'origine destiné à supporter le Parti libéral, la date de la création précédant de 
5 jours les élections, ainsi que le mouvement flamand, dans le but de défendre la loi d'Égalité. Le journal a également une composante fortement anticléricale. Le journal défend également la néerlandisation de l'université de Gand.
Le fils de Hoste, Julius Hoste Jr. (1884-1954), touche un public plus large grâce à un style plus modéré, des nouvelles locales et une section dédiée aux sports. 
Pendant la Seconde guerre mondiale, le journal, qui s'était opposé aux mouvements VNV et Rex, cesse de paraître quelque temps puis est publié sous la censure, tandis que Hoste Jr. se réfugie en Angleterre. La rédaction du journal sous l'occupation est divisée entre différents mouvements, et à partir de 1942 devient moins favorable à l'Allemagne. À la libération, Het Laatste Nieuws est entièrement repris par Hoste Jr.
À la mort de Julius Hoste Jr. en 1954, une société est créée pour éditer le journal, dirigée par Frans Vink, gendre de Hoste Jr. et Albert Maertens.

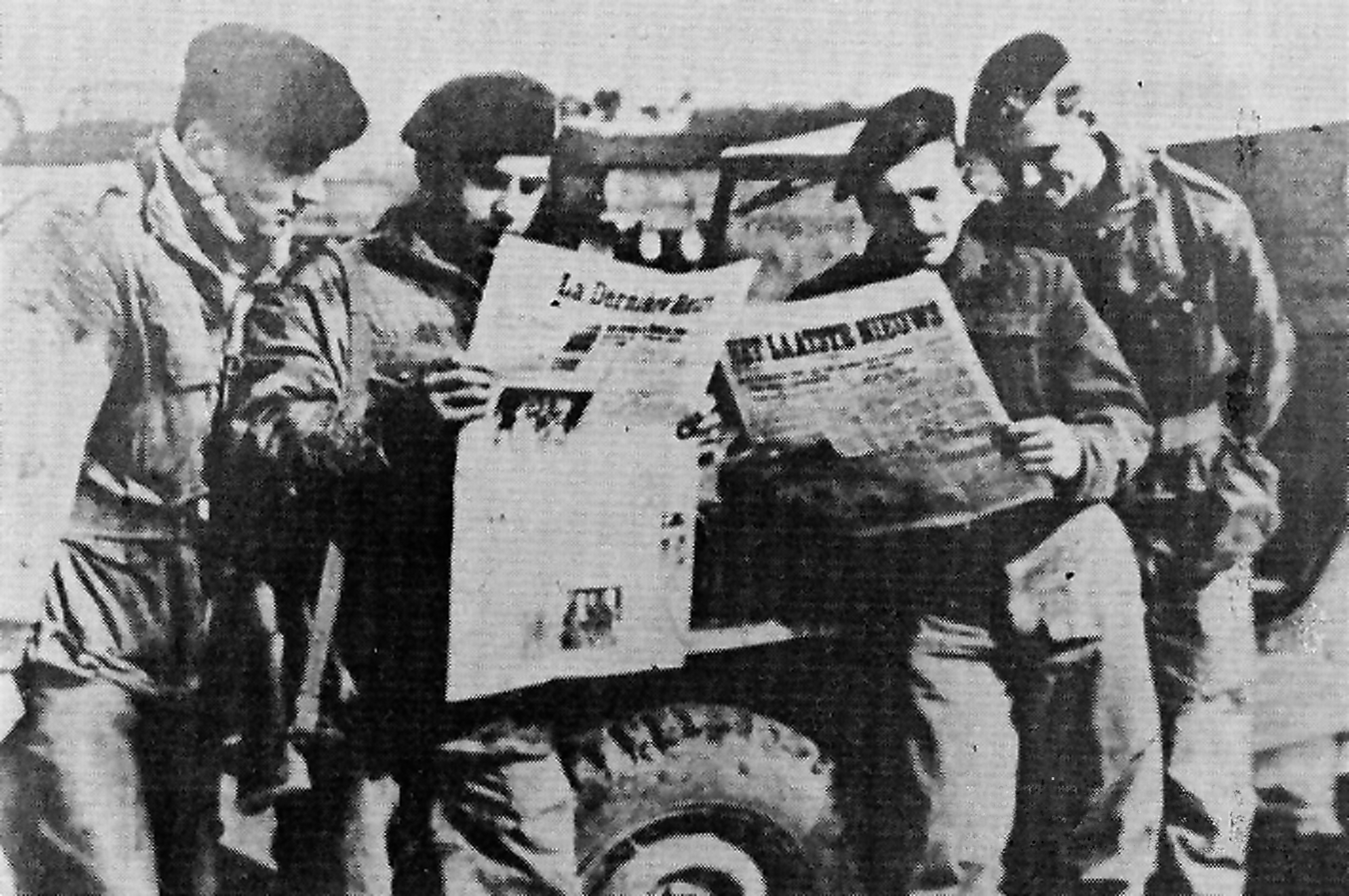
Pendant la guerre de Corée, des soldats du Corps de Volontaires pour la Corée lisent le journal. À droite, Het Laatste Nieuws, à gauche La Dernière Heure.

Depuis 1995, le journal s'est plus orienté vers des nouvelles sensationnelles et populaires, avec une plus grande importance donnée aux sports et aux nouvelles locales. Le site web HLN et son pendant francophone 7sur7 accueillent plus de 600 000 visiteurs quotidiens.

## Diffusion
Avec une diffusion de 370 000 exemplaires par jour, Het Laatste Nieuws est le plus grand quotidien tant de Flandre que de Belgique. C'est ainsi que son tirage est supérieur à son confrère français, Le Figaro (317 000 exemplaires quotidiens en 2015).
| Année            | 2007    | 2008    | 2009    | 2010    | 2011    | 2012    | 2013    | 2014    | 2015    |
| ---------------- | ------- | ------- | ------- | ------- | ------- | ------- | ------- | ------- | ------- |
| Éditions papier  | 317 715 | 336 979 | 345 877 | 344 445 | 340 235 | 334 092 | 323 458 | 323 925 | 309 497 |
| Ventes papier    | 271 163 | 277 176 | 284 096 | 286 420 | 287 521 | 285 288 | 284 441 | 278 056 | 270 059 |
| Ventes en ligne  | 0       | 0       | 0       | 0       | 410     | 1 809   | 2 728   | 3 596   | 6 311   |
| Total des ventes | 271 163 | 277 176 | 284 096 | 286 420 | 287 931 | 287 097 | 287 169 | 281 652 | 276 370 |

## Personnalités liées
- Piet van Brabant
- Luc Van der Kelen